# Okna v bouři (Vrchlický)
Okna v bouři (cz. Okna w burzy) – tomik wierszy dziewiętnastowiecznego czeskiego poety Jaroslava Vrchlickiego, opublikowany w 1894. Zbiór należy do nurtu liryki osobistej. Zawiera między innymi wiersz Za trochu lásky....